# Artistdirect
Artistdirect é um site de conteúdo multimedia. Foi criado em 1994, sua sede fica em Califórnia, EUA.